# Lelievlet
Das Lelievlet ist das am häufigsten benutzte Stahl-Segel- und Ruderboot der Seepfadfinder der niederländischen Pfadfinder. Es wir auch von vielen Seepfadfindern in Flandern und vom Nationalen Wasseraktivtätszentrum (NWAC) der irländischen Pfadfinder in Killaloe eingesetzt. Sein Design basiert auf der Beenhakkervlet, einer Art stählernem Dinghy, das oft mit Lastkähnen benutzt wird, und sein Name ist vom internationalen Pfadfinderlogo, der Pfadfinderlilie abgeleitet.

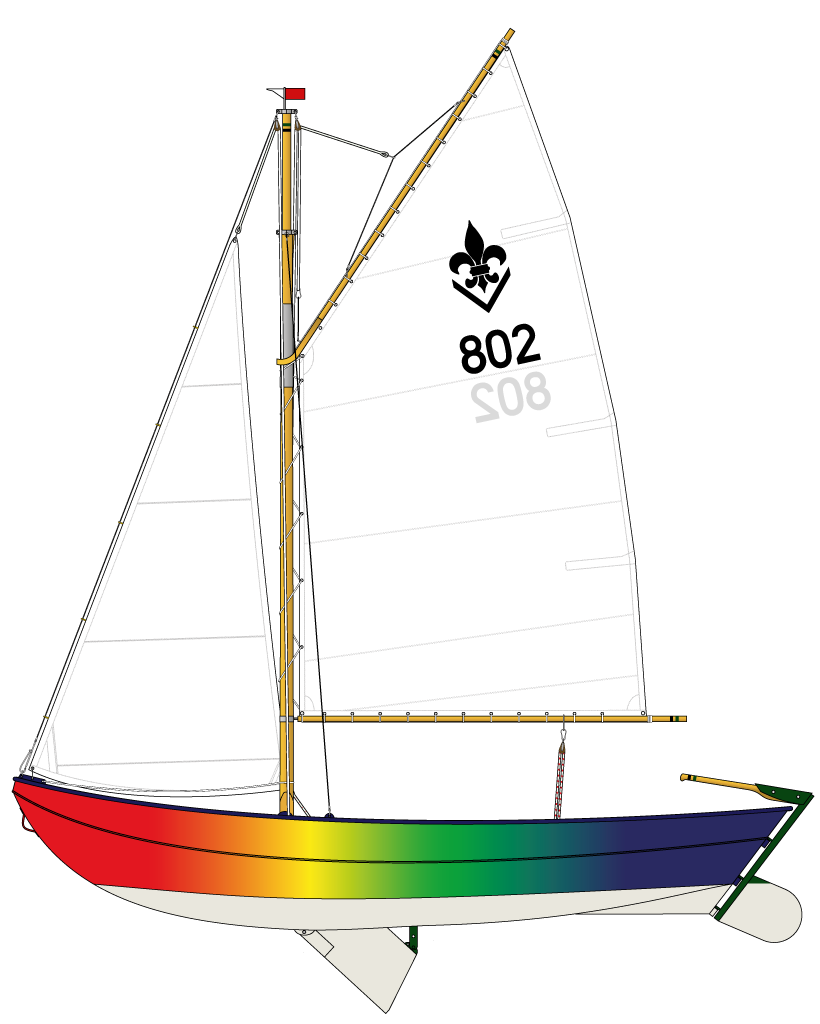
Lelievlet

Lelievlet logo

## Geschichte
Bis in die 1950er Jahre haben die holländischen Seepfadfinder viele unterschiedliche Boote eingesetzt. Häufig waren dies aufgegebene Rettungsboote der Marine oder andere Bootsarten. Diese Boote waren fast voll von Holz, was deren Unterhalt hinsichtlich Zeit und Kosten so teuer machte. Auch war es schwierig, Quellen für Teile zu finden, um Reparaturen zu ermöglichen. Diese Situation fragte nach einem Projekt, um ein  Standardfahrzeug zu identifizieren. Das Standardboot machte auch die Durchführung von Regatten einfacher, da alle Boote gleichklassisch waren. Die Fahrzeuganforderungen waren die Folgenden:
- Sitzplätze für sechs Personen.
- Sie mussten in der Lage sein sculled zu sein, gerudert oder gesegelt.

Im Jahre 1955, die niederländischen Scouts looking auf der Suche nach einem Boot, das diesen Anforderungen entsprach und sie interessierten sich für ein stählernes Ruderboot, gestaltet von Teunis Beenhakker, Kinderdijk. Er hatte ein Design für ein Ruder- und Motorboot für Binnenschiffer erzeugt. Die Gruppe sah etwas im Entwurf und Herr A.L.J. Stockmann, Skipper mit Titus Brandsmagroep in Breda und Kommissionar bei den Katholieke Verkenners (katholischen Pfadfindern), übernahm das Design, so dass es als Segelboot genutzt werden konnte. 1956 baute Teunis Beenhakker versuchsweise zwei Schiffskörper. Er stellte zwei fast identische Schiffskörper her: Einen 4,6 m und den anderen 5,60 m. Beide wurden als Segelboote mit 12½ m² Segel gebaut. Schlussendlich wurde das 5,6 m Boot als am meisten geeignet gewählt.
Das lelievlet war, wie es vorhergesagt wurde ein großer Erfolg. Bis 2006 wurden in den Niederlanden über 1600 Lelievlets gebaut. Die Nummer '1' des Lelievlet existiert noch immer und ist noch immer unter der Flagge der Titus Brandsma Group aus Breda. 
Es gibt inzwischen auch eine große Anzahl von Schiffskörpern von vmbo Schulen, die in Lizenz gebaut wurden, unter der Flagge des Botenbouwpoject Vletten op de Maas (Vlets auf der Meuse).

## Details und Spezifikationen
- Länge: 5,60 m[3]
- Breite: 1,80 m
- Höhe: 6,50 m
- Durchschn. Gewicht: 650 kg
- Segel: 12,15 m²

## Belege
1. ↑  Programme at NWAC (Memento des Originals vom 30. April 2009 im Internet Archive)  Info: Der Archivlink wurde automatisch eingesetzt und noch nicht geprüft. Bitte prüfe Original- und Archivlink gemäß Anleitung und entferne dann diesen Hinweis.
2. ↑  Geschiedenis Scouting vloot
3. ↑  Waterwerk.scouting.nl Lelievlet specifications (Seite nicht mehr abrufbar, festgestellt im April 2019. Suche in Webarchiven)  Info: Der Link wurde automatisch als defekt markiert. Bitte prüfe den Link gemäß Anleitung und entferne dann diesen Hinweis.